# Голубые озёра (Донецкая область)
Голубые озёра — озёра в Краматорском районе Донецкой области, у реки Северский Донец. Популярное место отдыха. В районе Голубых озёр расположены различные базы отдыха, пансионаты и другие объекты для культурного отдыха.
Недалеко от озёр находится населённый пункт Щурово, а также район города Лиман Зелёный Клин (микрорайон Заводской). Неподалёку от одного из озёр есть станция Донецкой железной дороги «Коллективная».
Озёра представляют собой карьеры, которые со временем наполнились родниковой водой. Это произошло в начале 1960-х годов.
Карьеры — результат добычи песка Краснолиманским карьероуправлением.
На одном из озёр добыча песка ещё продолжается.
Озёра располагаются в сосновом лесу. Вода в озёрах чистая.
Вода в озёрах никогда не застаивается из-за того, что подземные источники постоянно поддерживают одинаковый уровень воды.
Берега сначала были обрывистыми, но со временем обрушились.
Берег поросший ивняком и камышом.
В Голубых озёрах разводят рыбу.
К Голубым озёрам также причисляют и другие настоящие природные озёра, находящиеся в этом районе, такие как Озёрное и Зелёный Клин.